# إنيكو سابو
إنيكو سابو (بالمجرية: Szabó Enikő)‏ هي منافسة ألعاب القوى مجرية، ولدت في 10 نوفمبر 1979.

## وصلات خارجية
- إنيكو سابو على موقع الاتحاد الدولي لألعاب القوى (الإنجليزية)